# Sciurocheirus
Genre
Sciurocheirus est un genre de primates de la famille des Galagidae. Il comprend les espèces du groupe du Galago d'Allen qui ont longtemps été classées dans le genre Galago.

## Liste d'espèces
Selon ITIS (24 octobre 2019) :
- Sciurocheirus alleni (Waterhouse, 1838)
- Sciurocheirus gabonensis (Gray, 1863)
- Sciurocheirus makandensis Ambrose, 2013